# Гаджега Василь Миколайович
Васи́ль Микола́йович Гадже́га (нар. 1863, за іншими даними 1864, село Руська Поляна — пом. 15 березня 1938, Ужгород) — релігійний та культурно-освітній діяч, історик, педагог, редактор, перекладач Закарпаття. Один із засновників товариства «Просвіта». Доктор богослов'я. Дійсний та почесний член НТШ. Перший голова крайового кооперативного союзу. Секретар «Общества святого Василія Великого».

## Життєпис
Народився в с. Руська Поляна (нині с. Руське Поле Тячівського району Закарпатської області) в сім'ї сільського капелана. Навчався в Ужгородській та Левоцькій гімназіях, потім в Ужгородській (1881—1883) та Будапештській (1883) духовних семінаріях. Здобув вищу світську освіту у Віденському університеті (1883—1887). Викладав в Ужгородській богословській семінарії.
Служив парохом у рідному селі, згодом – у м. Шаторальяуйхей (Угорщина); був секретарем єпископа Ю.Фирчака. Від 1887 – професор богослов'я та директор середньошкільного інтернату в Ужгороді. З 1898 (за ін. даними, 1901) – 1903 – редактор журналу "Наука". Від 1907 – цегольнянський парох. 1919 — став головою Руського клубу, членом президії українського товариства «Просвіта» на Закарпатті. Одержав посаду каноніка та папського прелата у Мукачівській єпархії. Згодом - секретар "Общества святого Василія Великого", голова видавничого товариства "Унія" ("Unio"), професор Ужгородської богословської семінарії. Деякий час очолював Руський національний музей в Ужгороді. Досліджував історію церкви та народну культуру Закарпатської України, висвітлюючи також політичне й соціально-економічне минуле краю; підтримував ідею автохтонності місцевого українського населення. Латинською та угорською мовами опублікував богословські трактати "Онтологія", "Філософія природи", "Логіка". 
1910 — зробив перший ґрунтовний переклад окремих уривків з найдавнішої угорської хроніки «Діяння угрів», що мало велике значення для розвитку історичної науки на Закарпатті. Був співредактором краєзнавчого часопису "Подкарпатская Русь" (1930) та щорічника "Науковий збірник товарисва “Просвіта”", в яких протягом 1922–37 опублікував українською мовою 23 ґрунтовні історичні праці. Друкувався також в інших місцевих виданнях ("Русин", "Свобода" та ін.). Переклав чеською мовою "Короткий перегляд церковної історії Підкарпатської Русі". 
У своїх творах Василь Гаджега значну увагу приділяв студіям над «Повістю минулих літ», особливо Володимирового Хрещення Русі-України і в цьому йшов слідами о. Анатолія Кралицького. У «Повісті минулих літ», як вважав о. Гаджега, йдеться про корені християнської традиції всіх русинів-українців, у тому числі закарпатських. Показово, що мова творів Василя Гаджеги поступово еволюціонувала від язичія у бік народної. У цьому можна переконатися на прикладі його публікацій у "Науковому збірнику товариства «Просвіта» в Ужгороді.
Частина праць о. Гаджеги залишається неопублікованою.
Помер 15 березня 1938 року в Ужгороді, похований у крипті Кафедрального собору.

## Праці
- «Додатки до исторіи русинов и руських церквей в бувший жупі Земплинской» (1922—1937)
- «Перва проба исторіи греко-католицькой Мукачевской епархии» (1924)
- «Іван Фогарашій» (1927)
- «О первых начатках народного школьництва на Подкарпатской Руси» (1927)
- «Михайло Лучкай: життєпис і твори» (1929)
- «Князь Федор Корятович и Марамарош» (1931)
- «Папска булла о переложеню оседка греко-католицькой Мукачевськой епархіи з Мукачева до Ужгороду» (1935)
- «Вплив Реформації на підкарпатських русинів» (1943)

## Вшанування пам'яті
Від лютого 2023 року вулиця його імені є в Ужгороді.